# Shelly Martinez
Shelly Leonor Martinez (9 de fevereiro de 1980) é uma modelo mexico-americana e lutadora de wrestling profissional e valet. Ela também é conhecida por seu trabalho com a WWE no programa ECW sobre o ring name de Ariel e para a Total Nonstop Action Wrestling com o ring name de Salinas, como valet no The Latin American Xchange (LAX).

## Títulos e prêmios
- Empire Wrestling Federation
  - EWF Tag Team Championship (1 vez) - com Threat[4]
- Extreme Wrestling Entertainment
  - EWE Women's Championship (1 vez, atual)
- Guttersnipe Wrestling Alliance
  - GWA Disrespect Championship (1 vez, atual)
- Pro Wrestling Illustrated
  - PWI a classificou como  37ª das 50 melhores lutadoras de wrestling feminino no PWI Female 50 em 2009[5]
- World Wide Women Wrestling
  - WWWW World Championship (1 vez, atual)